# Tchekouïevo
Tchekouïevo (Чеку́ево) est une localité rurale du nord de la Russie dans le raïon d'Onega (oblast d'Arkhangelsk). Elle fait partie de la municipalité rurale de Tchekouïevo.

## Géographie
Le hameau se trouve sur la rive gauche de l'Onega. Plus bas, le fleuve se divise en deux bras, la Bolchaïa (Grande) Onega et la Malaïa (Petite) Onega.

## Histoire
Autrefois Tchekhouïevo faisait partie de la stan de Tourtchassovo de l'ouïezd d'Onega. En 1929, la volost de Tchekouïevo est entrée dans le raïon de Tchekouïevo de l'okroug d'Arkhangelsk (kraï du Nord) et le village en était le centre administratif. Le 30 juillet 1930, l'okroug d'Arkhangelsk est supprimé et le village se trouve directement rattaché au kraï du Nord. En 1931, le village entre dans le raïon d'Onega,.
En 2006, Tchekouïevo entre dans la municipalité rurale de Tchekouïevo dont le centre administratif devient le village d'Antsiferovski Bor.

## Population
Il n'y avait plus que 9 habitants (dont 4 retraités) en 2009 et 3 habitants en 2010,,.
| 2002 | 2010 | 2012 |
| ---- | ---- | ---- |
| 21   | 3    | 2    |